# Турегано
Турегано (ісп. Turégano) — муніципалітет в Іспанії, у складі автономної спільноти Кастилія-і-Леон, у провінції Сеговія. Населення — 1098 осіб (2010).
Муніципалітет розташований на відстані близько 85 км на північ від Мадрида, 24 км на північний схід від Сеговії.
На території муніципалітету розташовані такі населені пункти: (дані про населення за 2010 рік)
- Альдеасас: 33 особи
- Беррокаль: 19 осіб
- Карраскаль: 32 особи
- Ла-Куеста: 51 особа
- Турегано: 963 особи

## Демографія
Динаміка населення (INE ):